# Never Say Die (film din 1939)
Never Say Die este un film de comedie romantică american din 1939, regizat de Elliott Nugent. În rolurile principale joacă actorii Martha Raye și Bob Hope. Este bazat pe o piesă de teatru cu același titlu de William H. Post și William Collier Sr., care a avut 151 de reprezentații pe Broadway în 1912.
Piesa lui Post/Collier a fost anterior ecranizată în 1924 ca un film mut cu  același nume și a fost refăcută ca filmul sud-coreean din 2004 Someone Special.

## Distribuție
- Martha Raye....Mickey Hawkins
- Bob Hope....John Kidley
- Andy Devine....Henry Much
- Alan Mowbray....Prince Smirnov
- Gale Sondergaard....Juno Marko
- Sig Ruman....Poppa Ingleborg
- Ernest Cossart....Jeepers
- Paul Harvey....Jasper Hawkins
- Frances Arms....Momma Ingleborg